# جوليان روبنشتاين
جوليان روبنشتاين (بالإنجليزية: Julian Rubinstein)‏ هو كاتب وصحفي أمريكي، ولد في 1968 في نيويورك في الولايات المتحدة.